# Ogulin
Ogulin is een stad in de Kroatische provincie Karlovac.
Ogulin telt 15.054 inwoners (2001). De oppervlakte bedraagt 542,32 km², de bevolkingsdichtheid is 27,8 inwoners per km².

## Plaatsen in de gemeente
Desmerice, Donje Dubrave, Donje Zagorje, Drežnica, Dujmić Selo, Gornje Dubrave, Gornje Zagorje, Hreljin Ogulinski, Jasenak, Marković Selo, Ogulin, Otok Oštarijski, Ponikve, Popovo Selo, Potok Musulinski, Puškarići, Ribarići, Sabljak Selo, Salopek Selo, Sveti Petar, Trošmarija, Turkovići Ogulinski, Vitunj en Zagorje.
Steden (gradovi): Karlovac · Duga Resa · Ogulin · Ozalj · Slunj

Gemeenten (općine): Barilović · Bosiljevo · Cetingrad · Draganić · Generalski Stol · Josipdol · Kamanje · Krnjak · Lasinja · Netretić · Plaški · Rakovica · Ribnik · Saborsko · Tounj · Vojnić · Žakanje